# Sp1
Czynnik transkrypcyjny Sp1, to odkryty w 1983 roku czynnik regulacyjny, znany również jako białko specyficzności 1 (ang. Specificity protein 1). Białko to, zaangażowane jest w regulację ekspresji wielu genów, szczególnie związanych z rozwojem organizmu. Znanym inhibitorem Sp1 jest steroidowy lakton witaferyna A (ang. Withaferin A) wyizolowana z Withania somnifera.

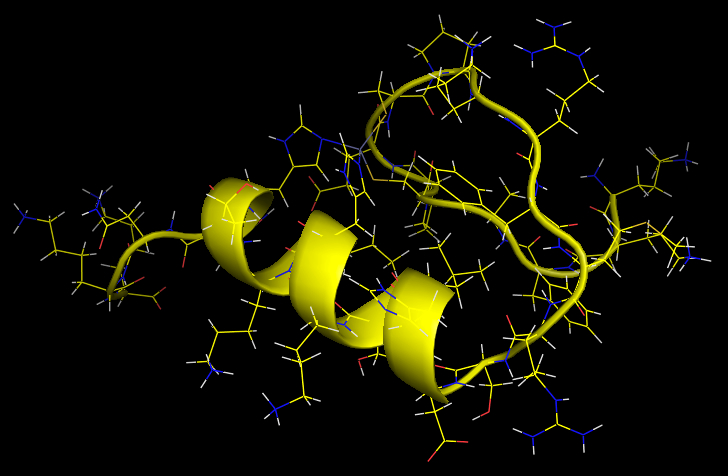
Struktura czynnika transkrypcyjnego Sp1 (PDB: 1sp1).

U człowieka znane są jego 3 izoformy. Gen kodujący Sp1 zlokalizowany jest na 12 chromosomie (12q13.1) i obejmuje zakres  36,271 kb. W sekwencji promotora genu Sp1 znajdują się sekwencje wiązania dla takich czynników transkrypcyjnych jak: STAT1, AP1, ATF-2, c-Jun. Białko kodowane przez gen Sp1 ma rozmiar 785 aminokwasów i waży 80,693 kDa. W obrębie sekwencji C-końca Sp1 obecne są 3 klasyczne domeny Cys2-His2 palców cynkowych (tabela 1) za pomocą których, czynnik ten wiąże się do DNA w regionach promotorowych genów podlegających jego regulacji. Sekwencja DNA rozpoznawana przez Sp1 jest bogata w GC i przedstawia się następująco: 5' (G/T)GGGCGG(G/A)(G/A)(C/T) 3'.

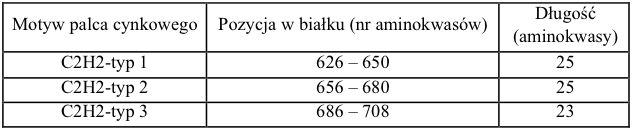
Domeny palców cynkowych Sp1.

Sp1 podlega szerokiej obróbce potranslacyjnej. Od rodzaju zmian potranslacyjnych, jakim podlega ten czynnik, zależy jego funkcja. Na przykład: fosforylacja Ser-59 wzmaga proteolityczny rozkład tego czynnika, fosforylacja Thr-453 i Thr-739 przez MAPK1/MAPK3 indukuje transkrypcję VEGF, jednocześnie hamując transkrypcję PDGFRa. Defosforylacja Ser-59 zwiększa aktywność transkrypcyjną Sp1 prowadząc także, podczas interfazy, do zwiększonej asocjacji chromatyny. O-glikozylacja wpływa na aktywność transkrypcyjną Sp1 poprzez zaburzenie jego oddziaływań z innymi czynnikami. Białko to podlega również zależnej od fosforylacji ubikwitynacji i sumoilacji prowadzących do degradacji tego czynnika.
Czynnik Sp1 może aktywować lub hamować transkrypcję wielu genów. Odgrywa on istotną rolę zarówno w przebiegu procesów prawidłowych jak i patologicznych. Geny podlegające regulacji Sp1 zaangażowane są w takie procesy jak: apoptoza, wzrost i różnicowanie komórek, odpowiedź immunologiczna. Ma również znaczenie w odpowiedzi komórki na uszkodzenia DNA, czy niedotlenienie. Kompleks Sp1 oraz ATF7IP wspomaga utrzymanie aktywności telomerazowej w komórkach nowotworowych, przyczyniając się do ich nieśmiertelności. Pod kontrolą tego czynnika są również białka oporności wielolekowej z rodziny ABC (np. P-glikoproteina, BCRP). W tabeli 2 zestawiono przykładowe białka, których ekspresja podlega regulacji Sp1.

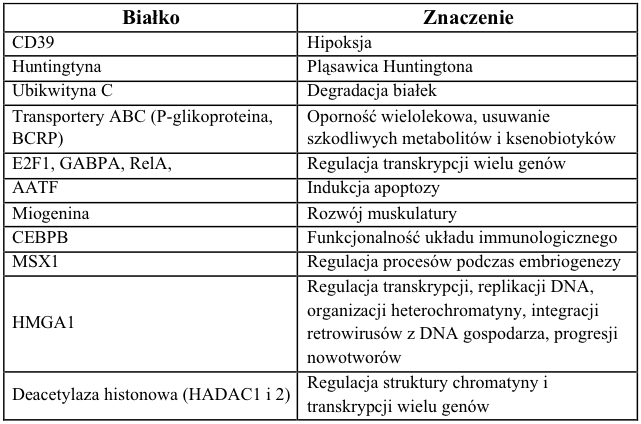
Przykłady białek, których ekspresja jest regulowana przez Sp1.